# Union Pacific 4014
Pour les articles homonymes, voir Big Boy.

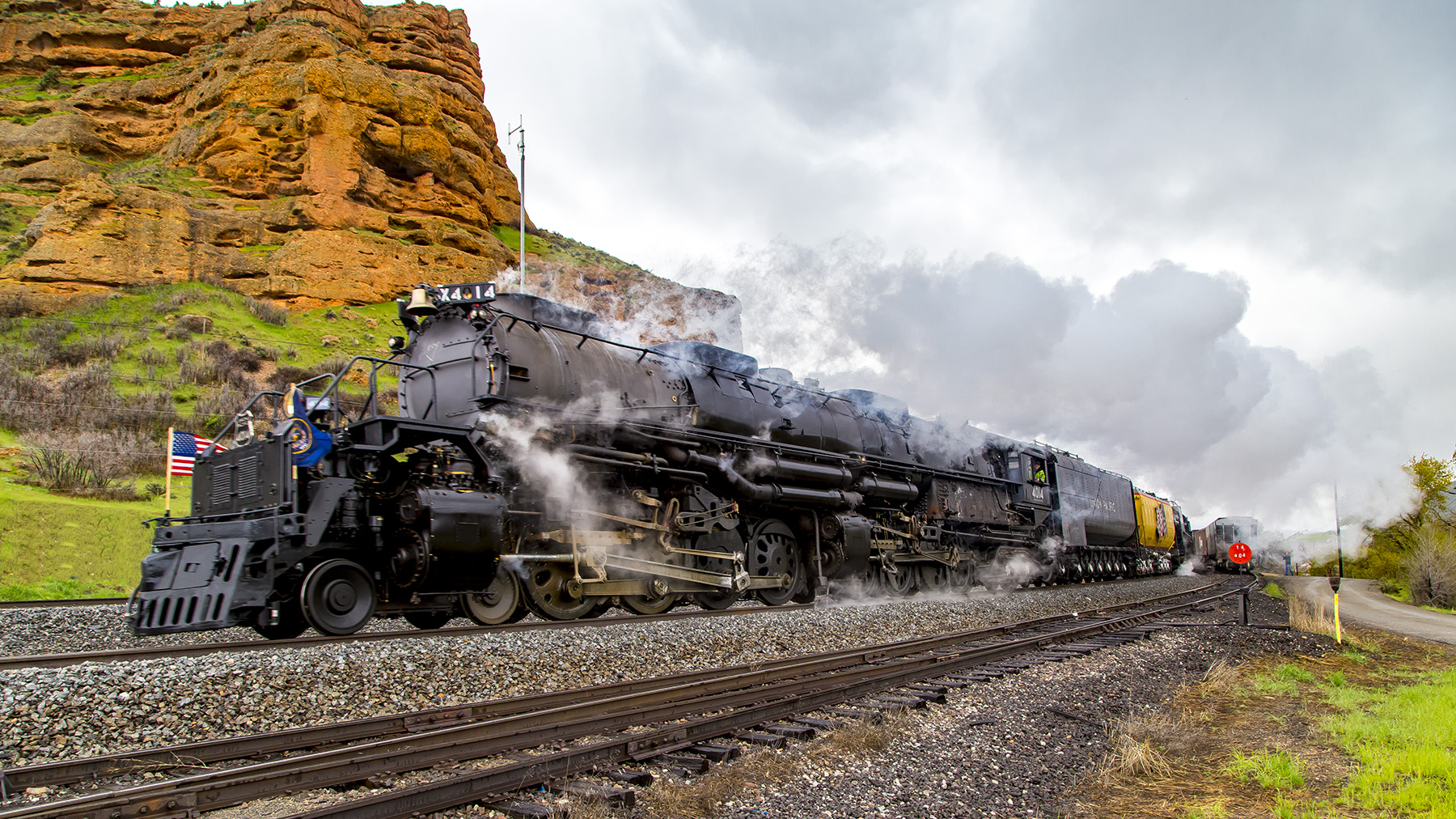
La Big Boy 4014 passant le canyon de Echo (Utah) le 8 mai 2019, lors de son premier voyage pour le anniversaire de la jonction du chemin de fer transcontinental nord-américain.

L'Union Pacific 4014 est une locomotive à vapeur articulée à quatre-cylindres, de disposition de roues 4-8-8-4 selon la classification américaine Whyte, et appelée Big Boy. Construite en 1941 par l'American Locomotive Company (ALCO) à Schenectady, New York, la locomotive appartient et est exploitée par l'Union Pacific Railroad. C'est la seule Big Boy en état de marche parmi les huit machines préservées.
La locomotive est restée en service jusqu'en 1959. Elle fut donnée à la Railway and Locomotive Historical Society fin 1961, pour être ensuite exposée au parc Fairplex de Pomona (Californie). En 2013, l'Union Pacific rachète la locomotive et commence les travaux de restauration aux ateliers Steam Shop de Cheyenne (Wyoming). En 2019, la 4014 est à nouveau en état de marche, devenant la plus grande locomotive à vapeur opérationnelle du monde. Elle est aujourd'hui engagée dans la traction de trains touristiques et d’excursion.

## Conception
La série des locomotives Big Boys fut développée par l'Union Pacific et ALCO afin de pallier certains problèmes de puissance rencontrés sur les locomotives de classe Challenger (classification américaine Whyte : 4-6-6-4). Sur le principe, l'Union Pacific pense que ses objectifs pourraient être atteints en modifiant la locomotive Challenger par l'agrandissement du foyer à 5,97 × 2,44 mètres, l'allongement de la chaudière, l'ajout deux essieux moteurs et la réduction diamètre des roues motrices de 69 pouces (1 752,6 millimètres) à 68 pouces (1 727,2 millimètres).
Les Big Boy sont conçues comme une locomotive Mallet mais sans le système de compoundage. Elles ont été étudiées pour rouler jusqu'à 80 milles par heure (129 kilomètres par heure), permettant d'accroître la fiabilité et la sécurité, sachant que ces locomotives sont normalement utilisées bien en deçà de cette vitesse en service commercial fret. La puissance maximale est développée à la vitesse de 35 milles par heure (56 kilomètres par heure) environ, l'effort optimal de traction étant lui aux alentours de 10 milles par heure (16 kilomètres par heure). Plus longue que deux bus, plus lourde qu'un Boeing 747, la locomotive Big Boy a le plus long châssis qu'ait eu une locomotive à vapeur à mouvement alternatif et a probablement été la plus lourde locomotive à vapeur jamais construite.

## Historique

### Service actif et mise à la retraite

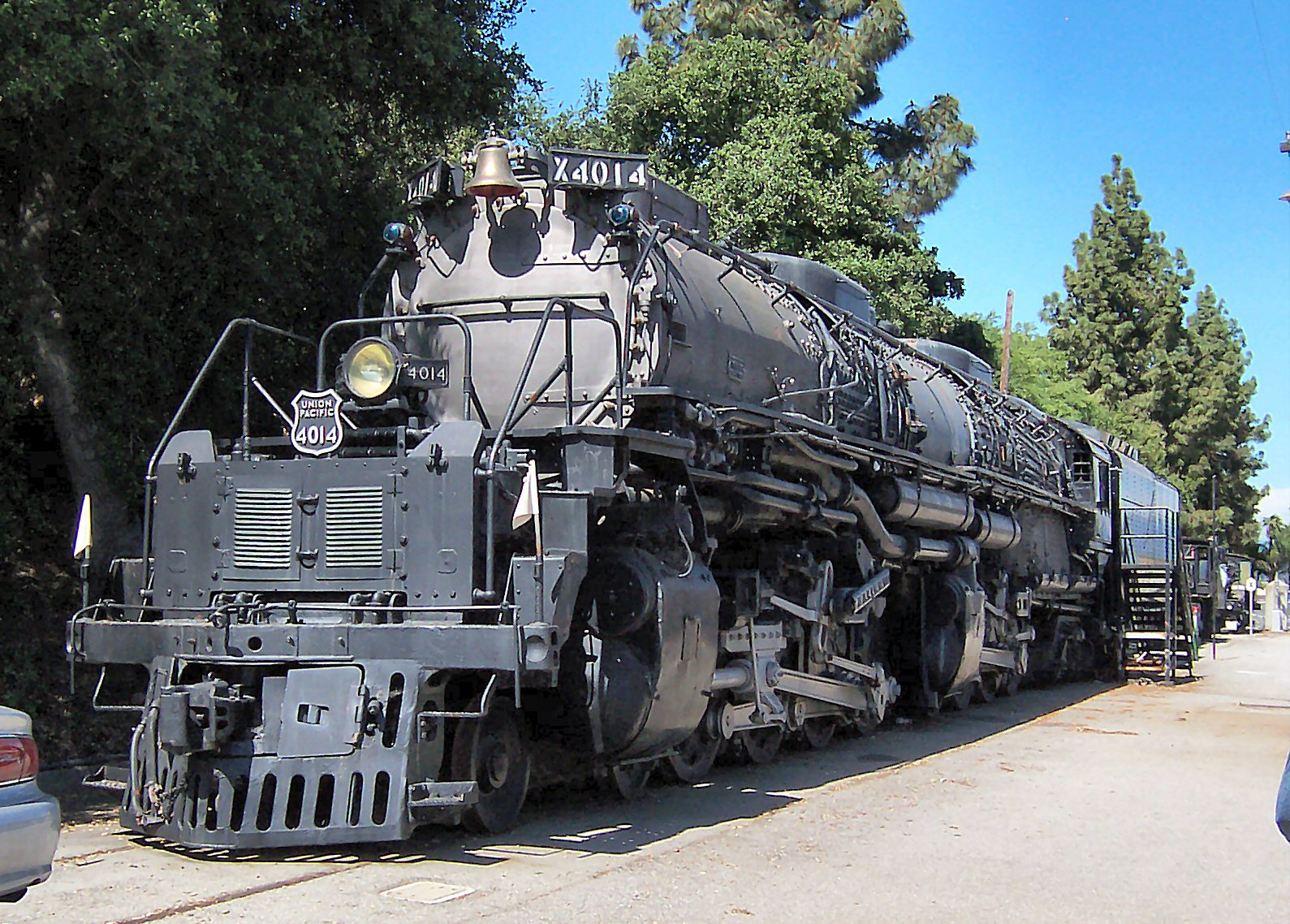
La 4014 en exposition statique à Pomona, en Californie, en 2005.

ALCO construit la 4014 en novembre 1941 puis la livre le mois suivant à l'Union Pacific (UP), qui la place en service actif. La 4014 faisait partie du premier groupe de vingt Big Boy, de la classe 4884-1. Conçues pour tracter des trains de 3 600 tonnes passant par le Wasatch Range dans l'Utah, la 4014 et les vingt-quatre autres Big Boy ont très fréquemment tiré les trains allant jusqu'à 4 200 tonnes. La dernière réparation courante sur la 4014 a eu lieu en 1956.
La 4014 est retirée du service le 21 juillet 1959, quelques heures seulement avant le dernier service commercial de ces machines assuré par une autre Big Boy. Elle aurait parcouru 1 031 205 milles (1 659 564 kilomètres) au cours de ses dix-huit années de service. Après une période de garage, la 4014 est radiée le 7 décembre 1961. Toutes les Big Boy sont radiées en 1962, leurs services étant repris par les locomotives diesel ou à turbines à gaz-électrique (GTELs),. Cette même année, l'Union Pacific a fait don de la 4014 à la section sud californienne de la Railway and Locomotive Historical Society à Pomona, qui l'expose au parc Fairplex (en) ; elle devient alors une des huit Big Boy préservées,.

### Projet de restauration par l'Union Pacific

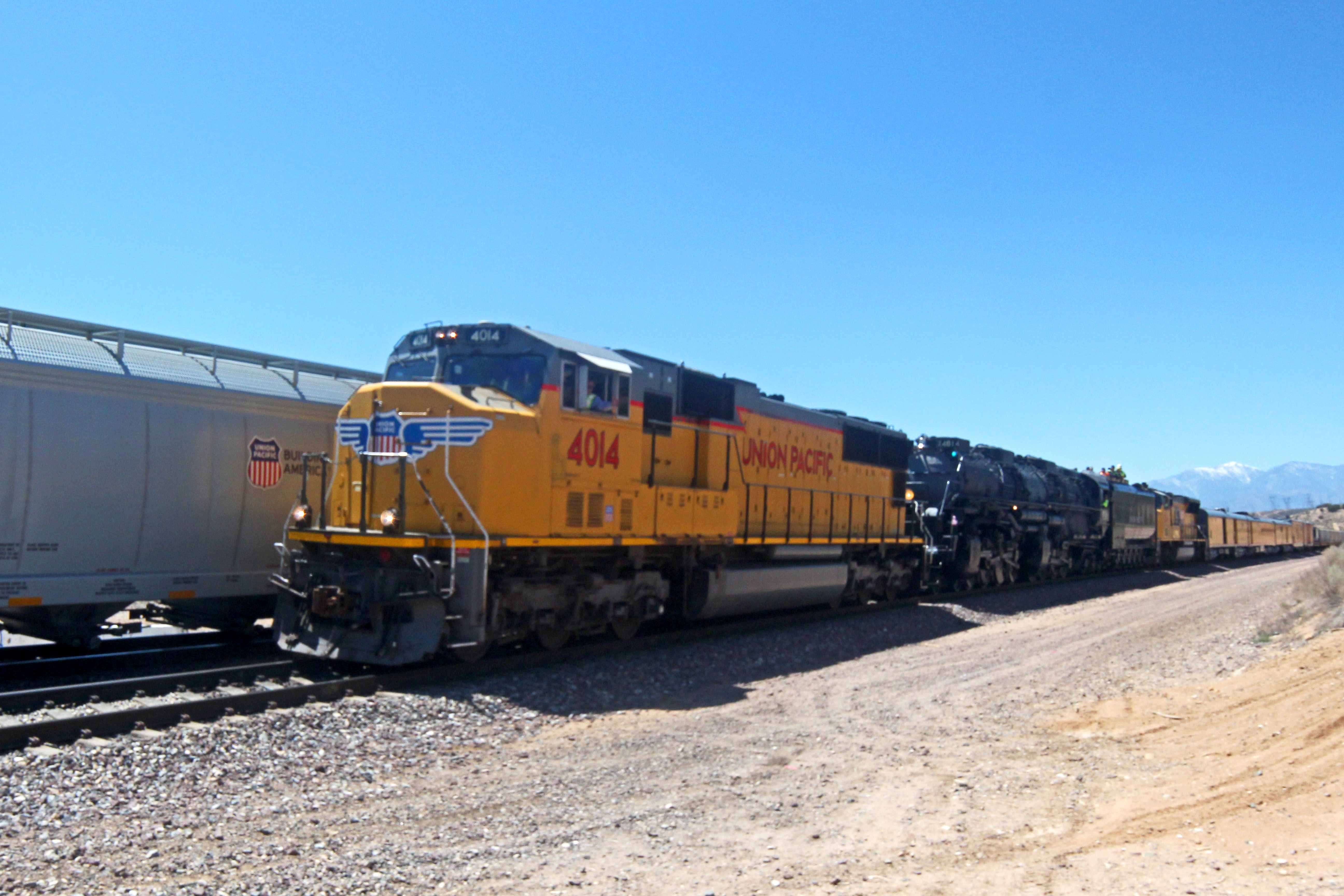
Les SD70Ms no 4014 et 4884 de l'Union Pacific, tractant la Big Boy 4014 passent la Cajon Pass sur leur route vers Cheyenne, dans le Wyoming, où la Big Boy sera restaurée.

Fin 2012, l'Union Pacific annonce son intention d'acquérir une Big Boy, en vue de la restaurer en état de marche afin de compléter son service de trains d'excursion.
Le 23 juillet 2013, la section sud californienne de la Railway and Locomotive Historical Society accepte de transférer la 4014 à l'Union Pacific.
Fin 2013, débute le transfert de la 4014 vers les ateliers Steam Shop de l'Union Pacifique à Cheyenne dans le Wyoming : le 14 novembre, la locomotive est déplacée depuis sa voie d'exposition sur une voie temporaire placée sur un parking adjacent.
Le dimanche 26 janvier 2014 à 1h30 du matin, la 4014 est extraite du parc Fairplex par la locomotive SD70ACe (en) 1996 arborant la livrée historique (en) du Southern Pacific, et acheminée jusqu'en gare de Covina où sera formé un convoi spécial qui repartira en direction de West Colton. Ce convoi est composé des locomotives SD40-2 1596 et 1739, de dix wagons-trémies pour le poids-frein, puis des SD70ACe 1996 et SD70M 4884 encadrant la Big Boy 4014. Arrivée à la gare de triage de l'Union Pacific de West Colton à Bloomington (Californie), la 4014 est exposée jusqu'au 28 avril, date du début de son voyage vers Cheyenne,. Le 22 février 2014, la voie d'exposition de la 4014 du parc Fairplex laissée vacante accueille la locomotive Diesel EMD SD40-2C 3105 de l'Union Pacific (auparavant Missouri Pacific no 6027), un wagon isotherme (UP 453665), et un caboose (UP no 24567, anciennement Rock Island No. 17149),.
Le train spécial du 28 avril 2014 vers Cheyenne est tracté par deux locomotives diesel EMD SD70M (en) : la no 4014 en tête et la no 4884 en assistance. Ces deux locomotives sont spécialement programmées à la traction de ce train : le no 4014 est celui de la Big Boy tractée, et le no 4884 correspond à 4-8-8-4, à savoir la notation américaine de la Big Boy selon son nombre de roues. Le train est composé de wagons de service d'époque (fourgons UP 6334 « Art Lockman », combine car UP 208 « Howard Fogg », fourgon UP 6334 « Lynn Hystrom », deux snow service cars dont le UP 6334) ainsi que plusieurs wagons plats pour le freinage. À chaque gare, le public est très nombreux, obligeant la police de l'Union Pacific à sécuriser les lieux. Le 10 avril 2019, la locomotive diesel 4014 ayant servi sur ce train est ré-immatriculée 4479 afin que la Big Boy puisse être l'unique détentrice du numéro 4014,.
Après son arrivée le 8 mai aux ateliers Steam Shop la Big Boy 4014 y reste garée deux ans en attendant le début des travaux, l'équipe travaillant à la révision de l'Union Pacific 844 (en),. Ce temps est également mis à profit pour agrandir l'atelier, afin qu'il puisse accueillir la Big Boy.

### Restauration

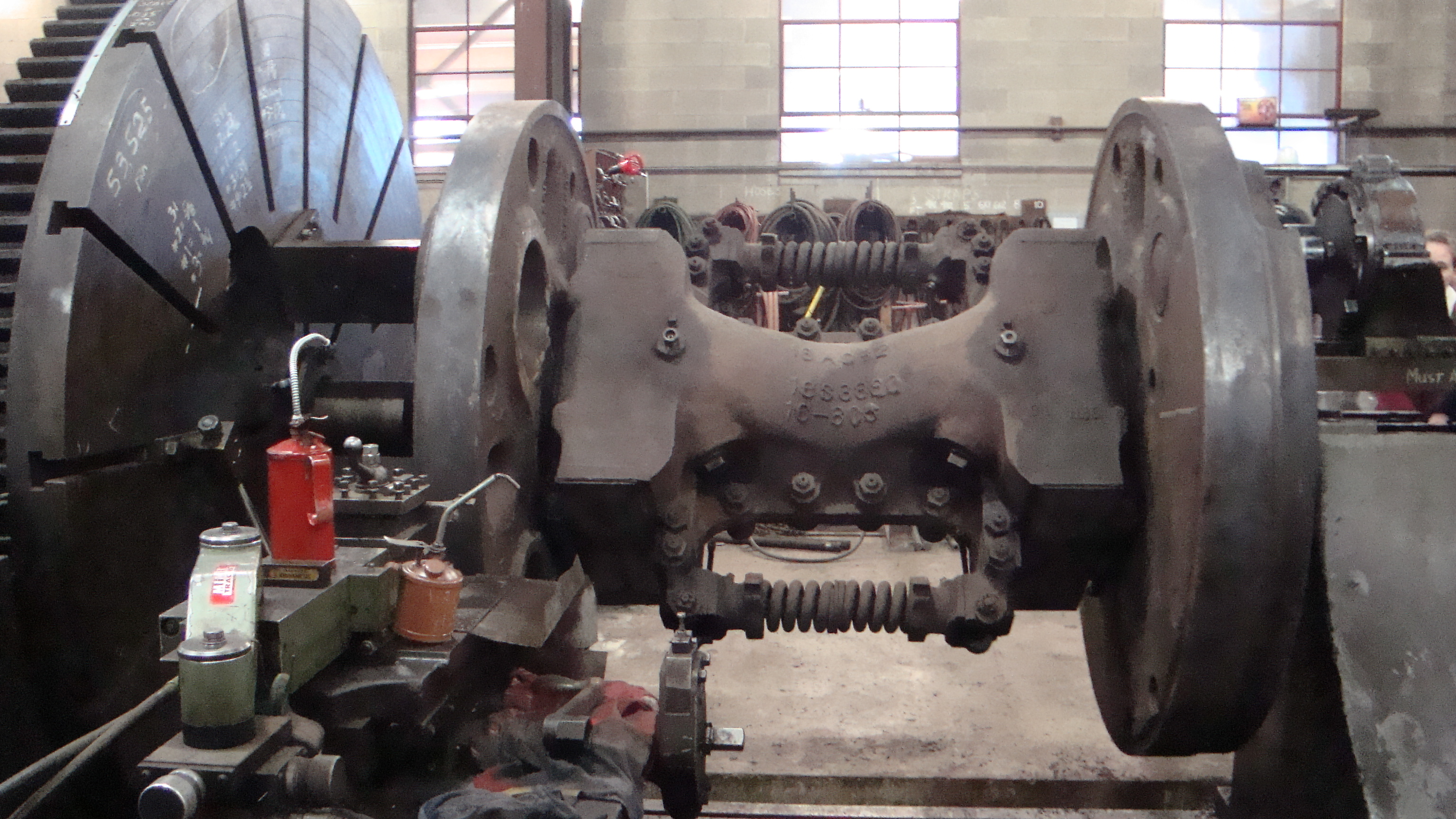
Une des roues motrices de la 4014 sur le tour à l'atelier de Strasburg Rail Road en 2017

À la fin du mois de juillet 2016, les officiels de l'Union Pacific annoncent que les travaux de restauration de la 4014 ont commencé sous la supervision du directeur des opérations de la flotte patrimoniale, Ed Dickens,. Les roues motrices de la 4014 sont envoyées pour être rééquipées de bandages neufs et reprofilées au Strasburg Rail Road (en) à Strasburg, Pennsylvanie,. Une des opérations les plus importantes a été la conversion de la 4014 à la chauffe au fioul (elle était initialement chauffée au charbon), opération effectuée par le remplacement des grilles du foyer par un briquetage réfractaire et l'installation d'un brûleur à mazout. La plaque tubulaire côté boîte à feu à également été remplacée ainsi que l'ensemble des entretoises à tête articulée. Cette opération fait de la 4014 la première Big Boy à subir cette conversion, après celle de la 4005, qui a fonctionné au fuel à partir de 1946 jusqu'à ce qu'elle soit reconvertie pour la chauffe au charbon en 1948 en raison de la combustion non- équilibrée faite dans un foyer trop grand.
En mars 2018 est annoncé que la locomotive est en cours de réassemblage, dix mois plus tard, la restauration de la locomotive est presque finie.
En décembre 2018, l'Union Pacific demande à la Federal Railroad Administration (FRA) de dispenser les locomotives à vapeur 4014, 844 et 3985 de sa flotte de la mise en place du Positive Train Control (PTC), dérogation accordée en février 2019.
Le 6 février 2019 la chaudière passe une épreuve hydraulique,. La locomotive est « mise en chauffe » avec succès le 9 avril. Le 1er mai, vers 9 h, la 4014 se déplace par elle-même pour la première fois en plus de 59 ans. Le lendemain soir, la locomotive fait sa première marche d'essai : un aller-retour de Cheyenne à Nunn, Colorado.

### Service touristique
Avec l'achèvement de sa restauration, la 4014 rejoint la Northern 844 (en) au service touristique. La 4014 est devenue la plus grande locomotive à vapeur en état de marche, détrônant la Challenger 3985 (en),.
La 4014 fait sa première excursion lors des célébrations marquant les 150 ans de l'achèvement du premier chemin de fer transcontinental. À la suite de son baptême le 4 mai à la gare-musée de Cheyenne en présence du président de l'Union Pacific Railroad, du gouverneur du Wyoming et de la maire de Cheyenne, elle se rend avec la 844 à Ogden, Utah. Après avoir fait plusieurs brèves haltes dans les villes le long de la ligne, la 4014 arrive le 8 mai pour l'ouverture du Ogden Heritage Festival, le jour suivant. Elle quitte Ogden le 12 mai et arrive à Cheyenne le 19 mai,.
Du 8 juillet au 8 août 2019, la 4014 effectue une tournée dans le Midwest avec des arrêts prévus dans l'Illinois, l'Iowa, le Minnesota, le Nebraska et le Wisconsin,.
Pour la tournée 2021 qui a eu lieu du 5 août au 7 septembre, la 4014 s'est déplacée jusqu'à La Nouvelle-Orléans. L'itinéraire formait deux boucles successives qui passaient par l'Arkansas, le Colorado, le Kansas, l'Illinois, la Louisiane, le Missouri, le Nebraska, l'Oklahoma, et le Texas.
- La 4014 et la 844 le 4 mai 2019 entre Cheyenne et Rawlins, et au-dessus de Rock River, dans le Wyoming, à l'occasion des célébrations de l'achèvement de la première ligne ferroviaire transcontinentale.

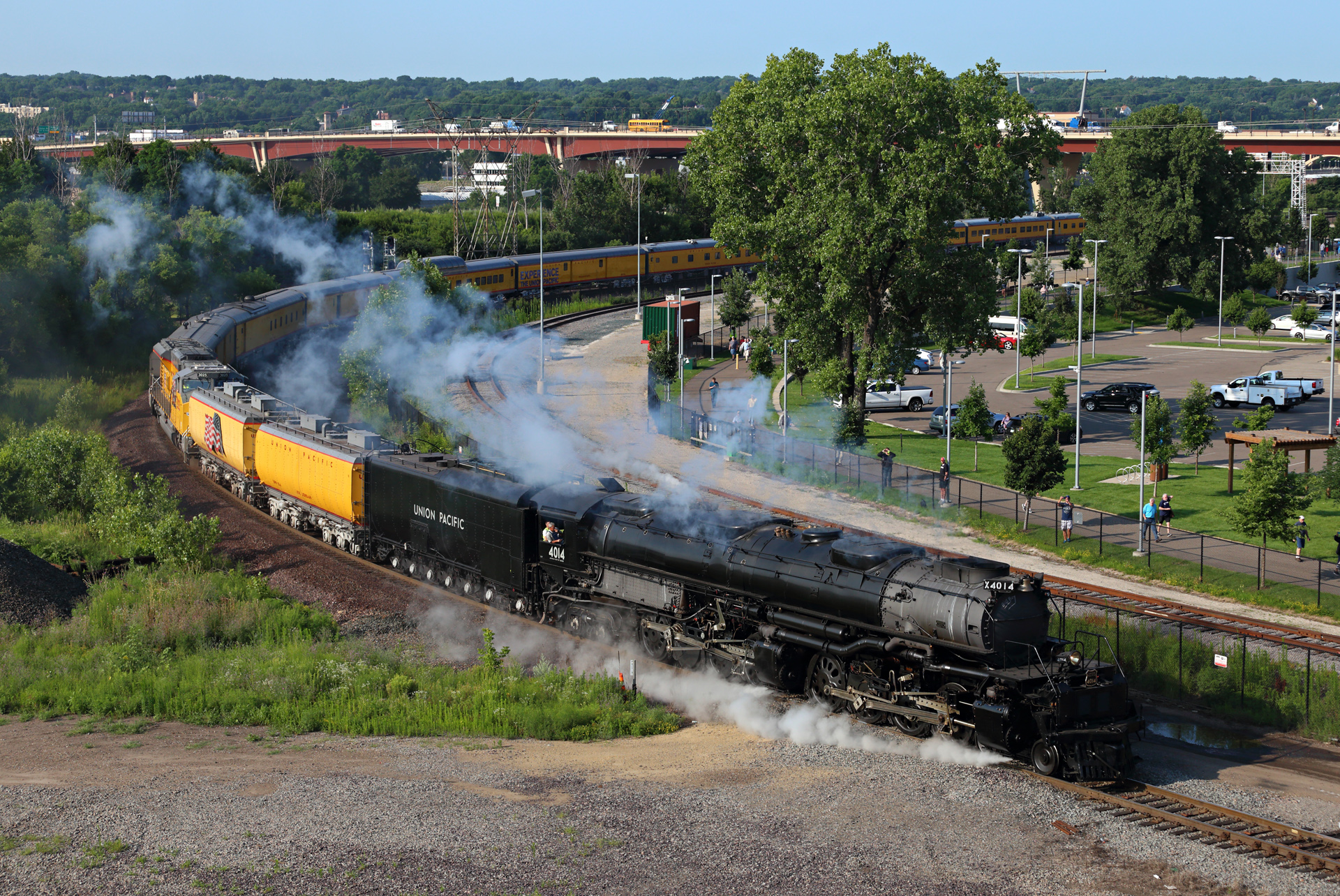
La 4014 à Saint Paul (Minnesota) en juillet 2019.
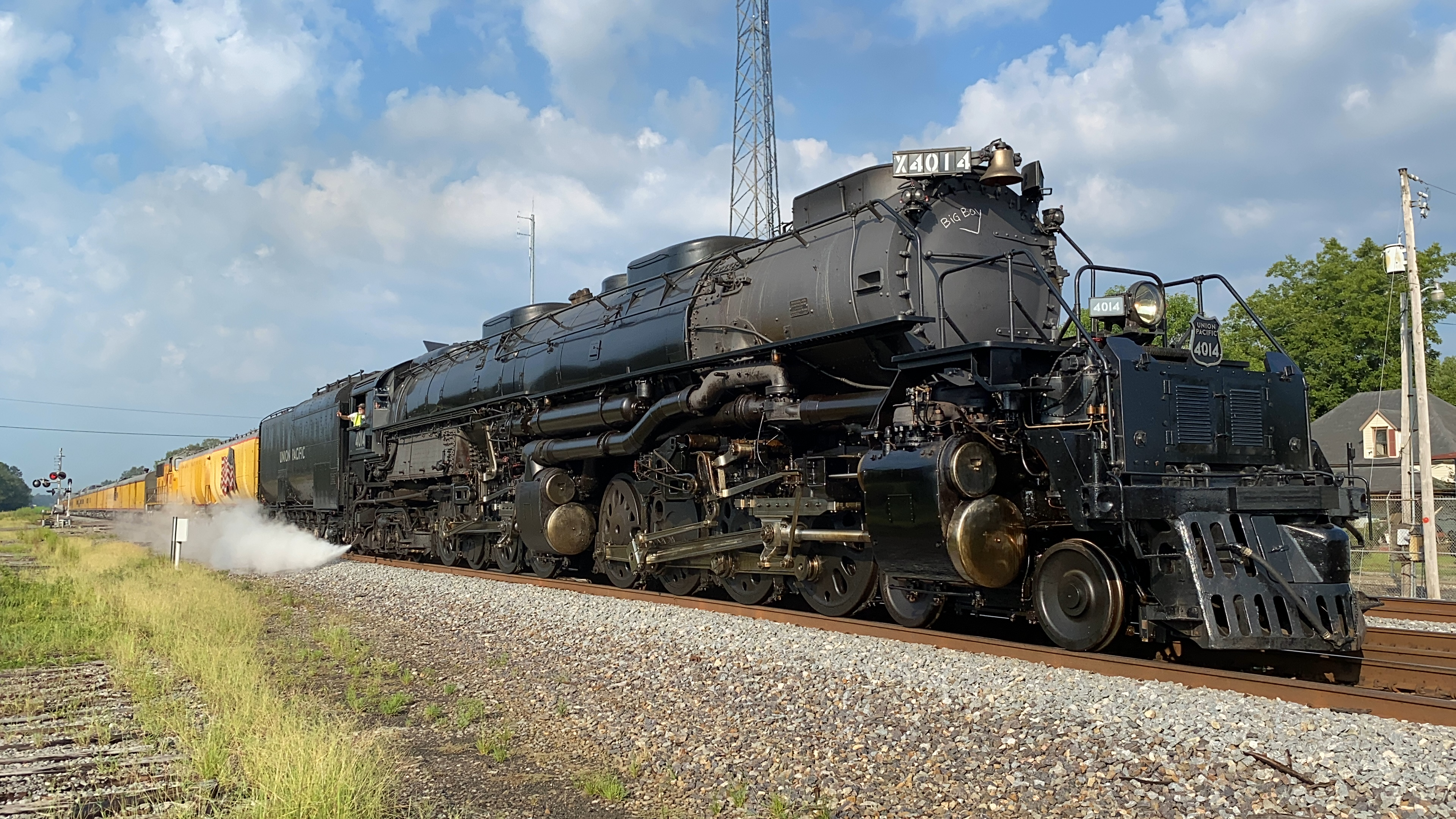
La 4014 arrivant à Gurdon (Arkansas), le 26 août 2021.

## Incidents
Le 16 mai 2019, la 4014 déraille sans gravité en entrant dans la gare de triage de Rawlins (Wyoming), les essieux 2 et 3 du train moteur arrière quittant les rails. Elle est remise sur les rails en trois heures,.